# 瀨戶康史
瀨戶康史（日语：／ Seto Kōji，1988年5月18日—），日本演員。福岡縣福岡市博多區出身。所屬事務所渡边娱乐，在「第2回D-BOYS選拔」獲得最優秀賞，D-BOYS成員。身高174公分。

## 來歷
- 2005年7月，參與第2回D-BOYS選拔，獲得最優秀賞，同年12月加入D-BOYS、演藝圈出道。
- 2006年8月，因演出網球王子舞台劇菊丸英二的角色受到注目。
- 2008年1月，在假面騎士系列第9部作品假面騎士KIVA，被提拔主演「紅渡」角色，又在電視劇戀空中主演「櫻井弘樹」角色，可以主演播出中的特攝劇又可以在黃金時段主演電視連續劇，是日本史上第一次。
- 2008年起成為TETRA-FANG主唱。
- 2009年4月，飾演家有六子中的五子大藏智。
- 2010年3月，加入D☆DATE。
- 2020年8月，宣布與女演員山本美月結婚。

## 戲劇作品

### 電視節目
- DD-BOYS（2006年4月10日 - 9月25日、朝日電視台）
- おはスタ（2006年9月 - 2008年3月、東京電視台） - 週四的正規班底。
- スリルな夜 イケメン合衆国（2007年7月 - 12月、富士電視台）
- D-BOYS BE AMBITIOUS（2010年7月 - 12月、東京電視台、BS Japan）
- グレーテルのかまど（2011年10月 - 、NHK教育台(ETV)）- 第十五代主持人。

### 電視劇
- 火箭男孩（ロケットボーイズ）（2006年1月 - 3月，東京電視台）- 飾 神野誠（ダンナ）
- 炎之警備隊長‧五十嵐杜夫 第4作（炎の警備隊長・五十嵐杜夫 第4作）（2006年6月17日，朝日電視台）
- HAPPY BOYS執事喫茶（ハッピィ★ボーイズ）（2007年4月 - 6月，東京電視台）- 飾 瀬川恭一（シヴァ）（主演）
- 我的野蠻媽咪（暴れん坊ママ）（2007年10月 - 12月，富士電視台） - 飾 阿部直也
- 假面騎士KIVA（仮面ライダーキバ）（2008年1月 - 2009年1月，朝日電視台） - 飾 紅渡（主演）
- 戀空（恋空）（2008年8月 - 9月，TBS） - 飾 櫻井弘樹（主演）
- 假面騎士DECADE（仮面ライダーディケイド）第1話、第31話（2009年1月25日，朝日電視台） - 飾 紅渡 ※客串。
- 家有六子（アタシんちの男子）（2009年4月 - 6月，富士電視台） - 飾 大藏智
- 粉紅系男孩～夏（オトメン【乙男】～夏）（2009年8月 - 9月，富士電視台） - 飾 有明大和
- 粉紅系男孩～秋（オトメン【乙男】～秋）（2009年10月 - 11月，富士電視台） - 飾 有明大和
- 輪迴之雨（輪廻の雨）（2010年1月4日，富士電視台） - 飾 三上修平
- 體操男孩（タンブリング）（2010年4月 - 6月，TBS） - 飾 竹中悠太
- 討稅女王（ナサケの女〜国税局査察官〜）（2010年10月 - 12月，朝日電視台）- 飾 赤川友也
- 祝女〜shukujo〜Season 3（祝女〜shukujo〜Season 3）第8～9、13話（2010年12月 - 2011年2月，NHK）
- 江～公主們的戰國～（2011年1月～12月，NHK） - 飾 森蘭丸
- 失戀保險（四つ葉神社ウラ稼業 失恋保険）（2011年4月期，YTV）- 飾 木下翔  ※客串
- 胡桃的部屋（胡桃の部屋）（2011年7月期，NHK）- 飾 三田村研太郎
- 青少年法庭 (ティーンコート)（2012年1月 - 3月，日本電視台）- 飾 高田三郎
- 戀愛檢定（恋愛検定）第一話（2012年6月3日，NHK BS Premium）- 飾 小倉司
- D×TOWN 第四彈「間諜特區」（D×TOWN「スパイ特区」）（2012年7月7日 - 27日，東京電視台）- 飾 青野良介（主演）
- 沉睡森林的熟女（眠れる森の熟女）(2012年9月 - 10月，NHK）- 飾 高岡祐輔
- 東京機場管制保安部（TOKYOエアポート〜東京空港管制保安部〜）（2012年10月 - 12月，富士電視台）- 飾 山下佑司
- 齊藤太太 第二季（斉藤さん2）（2013年7月 - 9月，日本電視台）- 飾 小杉大造
- 山田太一特別電視劇 よその歌 わたしの唄（山田太一ドラマスペシャル よその歌 わたしの唄）（2013年7月19日，富士電視台）- 飾 松木伸次
- LINK （2013年10月，WOWOW）- 飾 青柳朋也
- Lost Days（ロストデイズ）（2014年1月 - 3月，富士電視台）- 飾 篠裕太（主演）
- RIDE RIDE RIDE（2014年9月24日，NHK BS Premium） - 飾 平井守（主演）
- 株價暴落（2014年10月19日 - 11月26日，WOWOW） - 飾 犬鳴黃
- 花燃燒（花燃ゆ）（2015年，NHK）- 飾 吉田稔麿
- 母親遊戲〜她們的階級〜（マザー・ゲーム〜彼女たちの階級〜）（2015年4月 - 6月，TBS）- 飾 奈良岡信之助
- 開膛手傑克的告白〜刑事 犬養隼人〜（2015年4月18日，朝日電視台）- 飾 古手川和也
- 阿淺來了（あさが来た） 第102 - 156話（2016年1月30日 - 4月2日，NHK）- 飾 成澤泉
- 我不是無法結婚，是不婚（私 結婚できないんじゃなくて、しないんです）（2016年4月 - 6月，TBS）- 飾 橋本諒太郎
- HOPE～零期待的新人職員～（HOPE〜期待ゼロの新入社員〜）（2016年7月 - 9月，富士電視台）- 飾 桐明真司
- 刑事 犬養隼人〜 第2彈（2016年9月24日，朝日電視台） - 飾 古手川和也
- 幕末美食 武士飯（2017年1月10月 - 2月28日，NHK BS Premium）- 飾 酒田伴四郎（主演）
- 海月姫（2018年1月15日- 3月19日，富士電視台） - 飾 鯉淵藏之介
- 幕末美食 武士飯2（2018年1月10月 - 2月28日，NHK BS Premium）- 飾 酒田伴四郎
- 透明的搖籃（透明なゆりかご）（2018年7月20日 - 9月21日，NHK）- 飾 由比朋寛
- 萬福（まんぷく） 第28 - 151話（2018年10月1日 - 3月30日，NHK） - 飾 神部茂
- 完美世界（パーフェクトワールド）（2019年4月16日 - 6月25日，富士電視台）- 飾 是枝洋貴
- Digital Tattoo （2019年5月18日 - 6月15日，NHK） - 飾 Taiga（主演）
- 魯邦之女（ルパンの娘）（2019年7月11日 - 9月26日，富士電視台）- 飾 櫻庭和馬
- 我的家政夫渚先生（私の家政夫ナギサさん）（2020年7月7日 - 9月1日，TBS）- 飾 田所優太
- 魯邦之女2（ルパンの娘2）（2020年10月15日 - 12月10日，富士電視台）- 飾 櫻庭和馬
- 鎌倉殿的13人（鎌倉殿の13人）（2022年，NHK）- 飾 北條時房
- 靈媒偵探城塚翡翠（霊媒探偵・城塚翡翠）（2022年10月16日 - 11月13日，日本電視台）- 飾 香月史郎
  - invert 城塚翡翠 倒敘集 第4話 - 最終話（2022年12月18日 - 12月25日） - 飾 香月史郎
- 院內警察（2024年1月12日 - 3月22日，富士電視台）- 飾 榊原俊介
- 誰曾愛過我？（2024年4月9日 - 6月18日，TBS）- 飾 西公太郎
- 119緊急呼叫（2025年1月13日 - 3月31日，富士電視台）- 飾 兼下睦夫

### 電影
- 隔壁的801君（となりの801ちゃん）（2007年9月）- 飾 千部太郎。
- 天使的禮物（天使がくれたもの）（2007年9月29日上映）- 飾 葉山 勇心。
- 假面騎士電王&Kiva CLIMAX刑事（劇場版 仮面ライダー電王&キバ クライマックス刑事）（2008年4月12日上映） - 飾 紅渡 。
- 劇場版 假面騎士KIVA 魔界城之王（劇場版 仮面ライダーキバ 魔界城の王）（2008年8月9日上映） - 飾 紅渡。
- 鐵馬頑童（シャカリキ!）（2008年）
- 咒怨～黑色少女（呪怨～ 黒い少女）（2009年6月27日上映）- 飾 徹也。
- 假面騎士×假面騎士 W&DECADE MOVIE大戰2010（仮面ライダー×仮面ライダー W&ディケイド MOVIE大戦2010）（2009年12月12日上映）- 飾紅渡。※友情演出
- 心動舞台 （ランウェイ☆ビート）（2011年3月19日上映）- 飾 溝呂木美糸。
- 如果高中棒球社女經理讀過杜拉克的《管理學》（もし高校野球の女子マネージャーがドラッカーの『マネジメント』を読んだら）（2011年6月4日上映）- 飾 浅野慶一郎 。
- 貞子3D（2012年5月12日上映） - 飾 安藤孝則
- 貞子3D2（2013年8月30日上映） - 飾 安藤孝則
- JUDGE（JUDGE/ジャッジ）（2013年11月8日上映） - 飾 狼 ※主演
- 我的朋友很少（僕は友達が少ない）（2014年3月21日上映） - 飾 羽瀨川小鷹 ※主演
- 漫步夏威夷（わたしのハワイの歩きかた）（2014年6月14日上映） - 飾 鎌田勉
- 合葬（2015年9月26日） - 飾 吉森柾之助 ※主演
- 愛，不由自主（ナラタージュ）（2017年10月7日） - 飾 宮沢慶太
- 乒乓少女大逆襲（ミックス。）（2017年10月21日） - 飾 江島晃彦
- 睡著也好醒來也罷（2018年）
- 人間失格：太宰治和三個女人們（日语：人間失格 太宰治と3人の女たち）（2019年9月13日） - 飾 伊馬春部
- 信用詐欺師JP 英雄篇（2022年1月14日上映） - 飾 真梨邑

### 動畫電影
- 愛麗絲與特蕾絲的虛幻工廠（2023年9月15日） - 飾 菊入昭宗[1]

### 手機配信戲劇
- GIFT〜今夜為您送上幸福時光。〜（GIFT〜今夜、幸せの時間お届けします。〜）（2010年2月 - 4月、BeeTV） - 飾演 松本俊太
- ラヴコンシェル 第2週「明日の彼女、あさっての彼」（2012年11月26日～11月30日、NOTTV） - 飾演 トモヤ ※主演。

### 舞台劇
- 《網球王子舞台劇》（飾 菊丸英二）。
  - Advancement Match六角 feat.氷帝学園（2006年8月）。
  - Absolute King 立海 feat.六角 〜First Service (2006年12月~2007年1月)。
  - Dream Live 4th (2007年3月)。
  - Dream Live 4th Extra in 大阪 (2007年5月)。
  - Absolute King 立海 feat.六角 〜Second Service (2007年8~9月)。
- 夢的小盒子繫上緞帶 －改訂版－（2006年11月）。
- OUT OF ORDER 〜偉人傳心〜(2007年3月)。
- 《D-BOYS STAGE》
  - Vol.1「完売御禮」（2007年）- 飾 瀨戶元氣/沖田總司。
  - Vol.2「LAST GAME〜最後的早慶戰〜」（2008年）- 飾 別府豐 (與中村優一共演一角)。
  - Vol.3「鴉〜KARASU〜 10」（2009年10月）- 飾 龍。
  - 2010 trial-2「LAST GAME」（2010年8月 - 9月）- 飾 相本芳彦 ※主演。
  - 2011 秋公演「檢察方面的證人～麻布廣尾町殺人事件～」（2011年10月-11月）- 飾 越方行長 ※主演。
  - 2012 10th「寂寞的磁石」（2012年4月 - 5月）- 飾 リューベン
- 八犬傳（2013年3月 - 4月） - 飾 犬川莊助

### 廣播
- 假面騎士KIVA webRadio 「キバラジ」（2008年8月1日 - 9月12日） - 來賓
- D-BOYS BE AMBITIOUS（2010年9月 - 12月、InterFM）
- D-RADIO BOYS SUPER feat.瀨戶康史 柳下大（2012年4月～6月、bay-fm）
- D-RADIO BOYS SUPER feat.D☆DATE（2012年10月開始至今、bay-fm）

## CM
- オロナミンC 飲料（2008年）
- 假面騎士KIVA DX變身皮帶 （2008年）
- ジョイフル ジョイキッズTVCM（假面騎士KIVA篇）（2008年） ※聲音出演
- セブンイレブン（平成假面假面騎士フェア篇）（2008年 - 2009年） ※聲音出演

## 寫真集
- 『START！』- D-BOYS（2006年3月、學習研究社）
- 『瀬戸康史first写真集』（2007年4月、學習研究社） ISBN 978-4-05-403376-4。
- 『DASH！』- D-BOYS（2008年12月、角川ｸﾞﾙｰﾌﾟﾊﾟﾌﾞﾘｯｼﾝｸﾞ)
- 『瀬戸BOOK』（2009年4月、主婦與生活社）ISBN 978-4-391-13765-1。
- 『DARLING』- D-BOYS（2010年3月、主婦與生活社）

## CD
- HAPPY BOYS執事喫茶 Image-song collection 1 瀬川恭一「溫柔」（2007年5月）
- 舞台劇網球王子 Best Actors Series 007（2007年7月）
- 假面騎士KIVA Ending曲 「Destiny's Play」（TETRA-FANG名義）（2008年4月23日）
- 假面騎士KIVA Ending曲「Individual-System」（TETRA-FANG名義）（2008年6月25日）
- 假面騎士KIVA ending album「SUPERNOVA」（TETRA-FANG名義）（2008年8月6日）
- 假面騎士KIVA 劇場版主題歌 C/W「With you」（Crimson-FANG feat.紅渡 名義）（2008年8月6日）
- 假面騎士KIVA Ending曲 「Roots of the King」（TETRA-FANG名義）（2008年11月12日）
- 假面騎士KIVA 專輯「DESTINY」（TETRA-FANG名義）（2008年12月3日）
- 假面騎士KIVA 專輯「Re-Union」（TETRA-FANG名義）（2009年6月24日）

## 外部連結
- 瀬戸康史オフィシャルブログ「FAKE」 （页面存档备份，存于） (2013.06.03～)
- 瀬戸康史的Blog （页面存档备份，存于）
- 瀨戶康史的X（前Twitter）
- 瀨戶康史的lnstagram帳戶
- （页面存档备份，存于）

| 前任： 佐藤健 （假面騎士電王） | 日本假面騎士系列主騎士演員 假面騎士KIVA 2008年1月27日-2009年1月18日 | 繼任： 井上正大 （假面騎士DECADE） |